# راسل ویلیامز (مهندس صدا)
راسل ویلیامز (انگلیسی: Russell Williams، زادهٔ ۱۴ اکتبر ۱۹۵۲ میلادی در واشینگتن)؛ یک مهندس میکس صدای اهل ایالات متحده آمریکا است. او دو بار برندهٔ جایزه اسکار برای بهترین صدا بوده و همچنین از سال ۱۹۷۶ میلادی تا کنون در تولید بیش از ۵۰ فیلم مشارکت داشته‌است. او استاد تمام وقت دانشکده ارتباطات دانشگاه امریکن می‌باشد.

## گزیدهٔ فیلم‌شناسی
- روز تعلیم (۲۰۰۱)
- رقصنده با گرگ‌ها (۱۹۹۰)[۲]
- گلوری (۱۹۸۹)[۳]
- سرزمین رؤیاها (۱۹۸۹)

## جوایز
- جایزه اسکار: ۱۹۸۹ (گلوری) و ۱۹۹۰ (رقصنده با گرگ‌ها)